# Кале (Стрежево)
Вижте пояснителната страница за други значения на Кале.
Кале (на македонска литературна норма: Кале) е антична и средновековна крепост над изоставеното битолско село Стрежево, Северна Македония. Обявена е за паметник на културата.

## Местоположение
Калето се издига на 1 km североизточно над село Стрежево и на 3,5 km западно от Габалавци, на 60 – 70 m висока тераса, на ръба на долината на река Шемница. Пътят по Шемница, свързващ Демир Хисар на север с Виа Егнация на юг е минавал през Калето. На ридовете от двете страни на Шемница има следи от експлоатация на желязо.

## Антични останки
На терасата в VI век е изградена силна крепост, за да пази околните рудници и пътя между провинциите Македония I и II, границата между които минавала близо до нея. Датирана е по монети на Юстиниан. Крепостната стена е силна с няколко кули и предзид (протеихисма). Размерите на кастела са големи 195 х 164 m (2,5 ha). На северната стена на кастела опира жилищният район, който също е укрепен. В отворено пространствона 300 – 600 m югозападно от крепостта лежи селище от същия период и раннохристиянска базилика, украсена с мозаечен под и мраморни пластики.

## Средновековни останки
Крепостната стена е добре запазена и вероятно в късното средновековие е обновена. При разкопки на Битолския музей в 1979 година е открито депо с железни предмети от X - XII век: 18 конски стремета от номадски тип, бойни секири, земеделски сечива, голям кръст - изковани в крепостта и, без да бъдат употребявани, заровени. Открит е и меден скифат от XIII - XIV век. Находките се пазят в Битолския музей.

## Идентификация
Възможно е това да е споменатият в контекста на войната между Византия и Сърбия за рудоносните региони Демир Хисар и Дебрица в 1330 г. фрурион Габаларион (заедно с Бучин, Добрун, Железнец и Дебрица).